# Міхеєшть (Олт)
Міхеєшть, Міхеєшті (рум. Mihăești) — село у повіті Олт в Румунії. Входить до складу комуни Міхеєшть.
Село розташоване на відстані 110 км на захід від Бухареста, 47 км на південний схід від Слатіни, 80 км на схід від Крайови.

## Населення
За даними перепису населення 2002 року у селі проживали 1094 особи, усі — румуни. Усі жителі села рідною мовою назвали румунську.